# マニアック (2012年の映画)
『マニアック』（Maniac）は、2012年のフランス・アメリカ合衆国のスプラッター映画。監督はフランク・カルフン、出演はイライジャ・ウッドとノラ・アルネゼデールなど。1980年の同名映画のリメイク。
2012年5月に開催された第65回カンヌ国際映画祭で初上映された。

## ストーリー
ロサンゼルスでマネキンの修復師をしているフランクには、ある秘密があった。彼は幼い頃のトラウマからマネキンしか愛することができず、夜な夜な街に出て若い女性を殺害し、その頭皮を剥いでマネキンに被せるといった異常者だったのだ。そんな彼の作品に目をつけたカメラマンのアンナは、個展の題材に選び、彼と共に準備を進めていく。自分の作品を評価してくれる彼女に対し、次第に惹かれていくフランクだったが、隠していた本性が明らかになってしまう。

## キャスト
※括弧内は日本語吹替
- フランク: イライジャ・ウッド（浪川大輔） - マネキン修復師。
- アンナ: ノラ・アルネゼデール（東條加那子） - カメラマン。
- リタ: ジャン・ブロバーグ（英語版） - アンナのエージェント。
- ジュディ: リアーヌ・バラバン（英語版）
- フランクの母: アメリカ・オリーヴォ
- マーティン・ヌニェス: ジョシュア・デ・ラ・ガルザ - アンナの隣人。役者。
- ジェナ: モルガンヌ・スランプ
- 警察長: サル・ランディ
- ジェシカ: ジュヌヴィエーヴ・アレクサンドラ
- ジェイソン: サミ・ロティビ
- ルーシー: ミーガン・ダフィ（英語版） - フランクが出会い系サイトで知り合った女性。

## 作品の評価
Rotten Tomatoesによれば、批評家の一致した見解は「ショッキングで血生臭い『マニアック』は、よくある普通のサイコホラー映画よりは知的だが、過剰な血糊で何度も台なしになっている。」であり、74件の評論のうち高評価は53%にあたる39件で、平均点は10点満点中5.30点となっている。
Metacriticによれば、18件の評論のうち、高評価は5件、賛否混在は9件、低評価は4件で、平均点は100点満点中47点となっている。